# 279 (szám)
A 279 (kétszázhetvenkilenc) a 278 és 280 között található természetes szám.

## A matematikában
Minden pozitív egész szám felírható 279 vagy kevesebb szám nyolcadik hatványának összegeként (lásd Waring-probléma).